# 那志良
那志良（1908年—1998年），字心如，生於河北宛平的文物專家，為國立故宮博物院資深職員，專精於玉器研究。

## 生平
那志良在1908年出生於一個貧窮的旗人家庭。年少時，考量到家裡經濟情況，那志良從北平市立第三中學轉入由陳垣所興辦的貧民中學（該校專收貧窮人家子弟且不收學費）。 
1925年1月，那志良在中學畢業後被陳垣推薦進入故宮參與清室善後委員會文物點查與處理工作。隨後，紫禁城於1925年雙十節正式改名為「故宮博物院」。 
1931年，九一八事變後，有關當局開始將文物向北平以南地區遷撤。 那志良首先押運文物至上海，又到長沙、寶雞、漢口、漢中、成都、峨眉、宜賓等地；他於日後保存大量當時的往來公函、字條借據和運輸賬冊，甚至也有採買用品的清單。
1949年2月22日，國民政府海軍運輸艦「崑崙號」載著近三千箱故宮文物抵基隆港。那志良在隨文物運至臺灣後任職國立故宮博物院書畫處處長，並延續其於器物上之研究（尤其是關於玉器的部分）。此外，他多次應邀為海外數座博物館整理藏品，並至國立臺灣大學、輔仁大學、東吳大學等多所學校授課。
1998年，那志良在臺北去世。
2005年6月，其兒之妻王淑芳自臺北至北京向故宮博物院捐贈其畢生收藏關於故宮的史料。

## 著作
《玉器通釋》、《古玉鑑裁》、《玉器辭典》、《古玉論文集》、《中國的玉器》、《古玉圖籍彙刊》、《精緻溫潤的玉器》、 《中國古玉圖釋》、《石鼓通考》、《鈢印通釋》、《故宮三十年經過記》、《故宮四十年》、《晉唐以來書畫家收藏家印譜》、《清院本清明上河圖》、《光燦華麗的琺瑯》、《中國古物通鑑》、《典守故宮國寶七十年》等。